# Nicolae Bănicioiu
Nicolae Bănicioiu, né le 26 mars 1979 à Râmnicu Vâlcea, est un homme politique roumain membre du Parti social-démocrate (PSD). Il est ministre de la Santé de mars 2014 à novembre 2015.

## Biographie

### Formation et vie professionnelle
Il est diplômé en stomatologie de l'université de médecine et pharmacie Carol Davila en 2004. Il devient médecin en 2005 et assistant universitaire en 2007.

### Engagement politique
En 2004, il est simultanément élu à la Chambre des députés et vice-président de la Jeunesse sociale-démocrate (TSD). Il prend la tête de la TSD trois ans plus tard. Après les élections de 2008, il est choisi comme questeur de la chambre basse du Parlement.
Il est nommé ministre de la Jeunesse et des Sports dans le deuxième gouvernement du Premier ministre social-démocrate Victor Ponta le 21 décembre 2012. Le 4 mars 2014, Nicolae Bănicioiu passe au poste de ministre de la Santé à l'occasion de la formation du gouvernement Ponta III.